# Félix Auger-Aliassime
Félix Auger-Aliassime (n. 8 august 2000, Montréal, provincia Québec, Canada) este un jucător profesionist de tenis din Canada. Cea mai bună clasare a carierei la simplu este locul 6 mondial, la 7 noiembrie 2022. A câștigat șapte titluri la simplu și unul la dublu pe Circuitul ATP.
Auger-Aliassime a început să concureze în turneul profesionist de la o vârstă fragedă. În turneul ATP Challenger de al doilea nivel, el este cel mai tânăr jucător care a câștigat un meci pe tabloul principal, la 14 ani și 11 luni și este unul dintre cei șapte jucători care au câștigat un titlu Challenger până la vârsta de 16 ani. Este al doilea ca vârstă care a câștigat mai multe titluri Challenger la 17 ani și o lună și cel mai tânăr jucător care a apărat un titlu Challenger la 17 ani și zece luni.
Auger-Aliassime a avut o carieră de succes la juniori, ajungând pe locul 2 mondial și câștigând titlul de simplu la băieți la US Open 2016. De asemenea, a câștigat titlul de dublu la băieți în anul precedent la US Open 2015 cu compatriotul Denis Șapovalov. În turul ATP, Auger-Aliassime și-a făcut debutul în top 100 și în top 25 la vârsta de 18 ani când s-a evidențiat în prima sa finală ATP în februarie 2019 la Rio Open, un turneu de nivel ATP 500. A ajuns la trei finale ATP în 2019, alte trei în 2020 și două finale în 2021, precum și în semifinale la US Open 2021. El este singurul jucător, în afară de Novak Djokovic și John Isner, care l-a forțat pe Rafael Nadal să joace în cinci seturi la Roland Garros.

## Viața personală
Tatăl său este din Togo, iar mama sa o canadiancă din Québec. Sora lui este și ea jucătoare profesionistă.

## Legături externe
Materiale media legate de Félix Auger-Aliassime la Wikimedia Commons
- en Félix Auger-Aliassime la Association of Tennis Professionals
- Félix Auger-Aliassime la International Tennis Federation
- Félix Auger-Aliassime la Cupa Davis
- Félix Auger-Aliassime la Internet Movie Database